# Sprühextraktionsgerät
Ein Sprühextraktionsgerät (oft auch Sprühextraktor oder Sprühextraktionsreiniger genannt) ist ein elektrisch betriebenes Reinigungsgerät, welches zur Reinigung von Teppichen bzw. Teppichböden und Polstermöbeln eingesetzt wird. Optisch ähneln die Geräte in gewissem Maße einem Nassstaubsauger.

## Funktionsweise
Sprühextraktionsgeräte verfügen über einen Wassertank, in den ein Gemisch aus sauberem Wasser und einem Reinigungsmittel (meist Konzentrat) gegeben wird. Eine Pumpe befördert die Reinigungslösung dann auf Knopfdruck (ein Taster am Handstück) zu der auf dem Boden oder Polster aufsitzenden Düse. Die gleiche Düse saugt die Flüssigkeit anschließend wieder ab und befördert diese in einen Schmutzwassertank.

## Anwendung
Je nach Anwendungsfall und Intensität der Verschmutzung kann es notwendig sein, die Reinigungsflüssigkeit einige Minuten einwirken zu lassen. Bei stark beanspruchbaren textilen Bodenbelägen wie Nadelfilz oder Kugelgarn kann mit der Düse auch mechanisch etwas gescheuert werden, um den Schmutz zu lösen. Je nach Verwendungsabsicht stehen meist verschieden breite Düsenaufsätze zur Verfügung, für Bodenbeläge breitere Varianten und für Polstermöbel eine schmälere Version.
Grundsätzlich ist vor der Anwendung immer die Materialverträglichkeit an einer unauffälligen Stelle zu testen.
Nach der durchgeführten Reinigung empfiehlt sich eine anschließende Imprägnierung mit einem geeigneten Mittel, um den Teppich bzw. das Polstermöbel vor neuer Anschmutzung zu schützen.

## Gerätearten / Verfügbarkeit
Neben sehr großen und leistungsstarken Geräten für den gewerblichen Einsatz (Reinigungsfirmen / Industriebetriebe) gibt es auch kleinere Bauarten, welche häufig in Baumärkten mit Geräteverleih, Heimtextilien-Fachmärkten oder Drogeriemärkten an Endverbraucher vermietet werden.